# Macromitrium amboroicum
Macromitrium amboroicum är en bladmossart som beskrevs av Theodor Carl Karl Julius Herzog 1909. Macromitrium amboroicum ingår i släktet Macromitrium och familjen Orthotrichaceae. Inga underarter finns listade i Catalogue of Life.